# Caslano
Caslano é uma comuna da Suíça, no Cantão Tessino, com cerca de 3.731 habitantes. Estende-se por uma área de 2,78 km², de densidade populacional de 1.342 hab/km². Confina com as seguintes comunas: Barbengo, Brusimpiano (IT-VA), Carabietta, Lavena Ponte Tresa (IT-VA), Magliaso, Neggio, Ponte Tresa, Pura.
A língua oficial nesta comuna é o Italiano.